# Periophthalmus

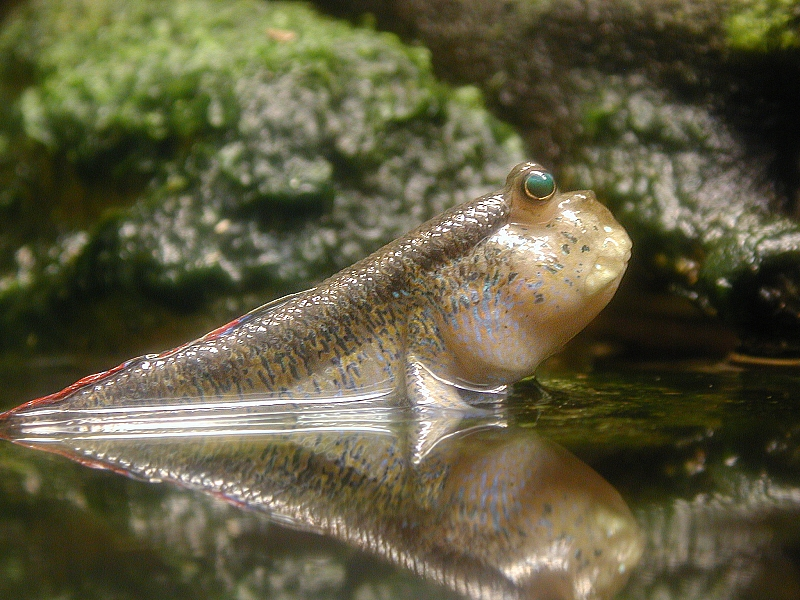
Periophthalmus spec

Periophthalmus é um género de peixes da família Gobiidae que têm a característica de serem anfíbios. Têm capacidade de armazenamento de água nas câmaras branquiais por várias horas e modificações nas nadadeiras que viabilizam sua locomoção terrestre. O nome do género significa "olhos posicionados na região periférica" (ver imagem, ao lado). São conhecidos vulgarmente como perioptalmos ou saltadores-do-lodo.
São pequenos peixes que vivem no lodo, nas regiões costeiras tropicais e subtropicais do Indo-Pacífico e na costa ocidental de África, em ecossistemas como os mangais. São extremamente ativos fora da água, inclusivamente saltando (donde o nome inglês mudskippers, ou "saltadores do lodo", nome também usado em português, como no caso do Periophthalmus argentilineatus, saltador-do-lodo-atlântico). Dessa forma, eles caçam pequenos caranguejos e até insetos terrestes, de que se alimentam, para além de interagirem entre si, por exemplo, para defenderem o seu território.

## Classificação e distribuição
Os saltadores são membros da subfamília Oxudercinae e da tribo Periophthalmini).
O género Periophthalmus tem 17 espécies válidas descritas. Periophthalmus argentilineatus é uma das espécies com maior distribuição e mais bem conhecidas, desde os mangais e no lodo costeiro da África oriental e Madagáscar até ao Sueste Asiático, norte da Austrália, sul da China e do Japão, até às ilhas Samoa e Tonga.
Pode crescer até um comprimento de 15 cm e é um carnívoro oportunista, alimentando-se de pequenos caranguejos e outros artrópodes.
A espécie Periophthalmus barbarus é o único saltador das áreas costeiras da África ocidental (Murdy, 1989).

## Adaptações à vida anfíbia
Estes peixes apresentam uma série de adaptações, tanto comportamentais, como fisiológicas à vida anfíbia:
- Anatómicas que lhes permitem locomover-se tanto em terra como na água, incluindo barbatanas peitorais com uma forma especial.[6]
- Fisiológicas, como a capacidade de respirar através da pele, da mucosa oral e da faringe). Isto é possível apenas quando o animal tem a pele húmida, o que limita a sua distribuição. Esta forma de respiração é similar à dos anfíbios e é chamada respiração cutânea.[2] Outra importante adaptação que ajuda a respiração é a presença de grandes câmaras branquiais, que podem reter água, permitindo aos peixes continuar a retirar oxigénio dessa água, mesmo quando estão fora dela.[2]
- Comportamentais, como a escavação de fundas galerias em sedimentos macios, que ajudam o animal na termorregulação.[7] Estas galerias também os ajudam a evitar predadores durante a maré alta, quando normalmente ficam submersos.[8] Finalmente, estas moradas subterrâneas servem de "maternidades", uma vez que é ali que os Periophthalmus desovam e guardam os ovos até à eclosão.[9]

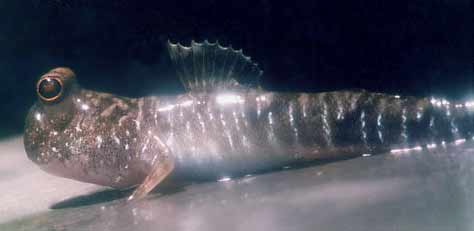
Periophthalmus gracilis (da Malásia ao norte da Austrália)

Mesmo com a sua galeria submersa, os saltadores mantêm ali dentro uma bolsa de ar, que lhes permite respirar em condições de concentrações muito baixas de oxigénio.

## Em aquário
Algumas espécies de saltadores são comercializadas como peixes de aquário, mas são difíceis de manter, uma vez que requerem um tanque especial, com uma área seca e uma grande variedade de presas vivas.